# Háziasított gyöngytyúk

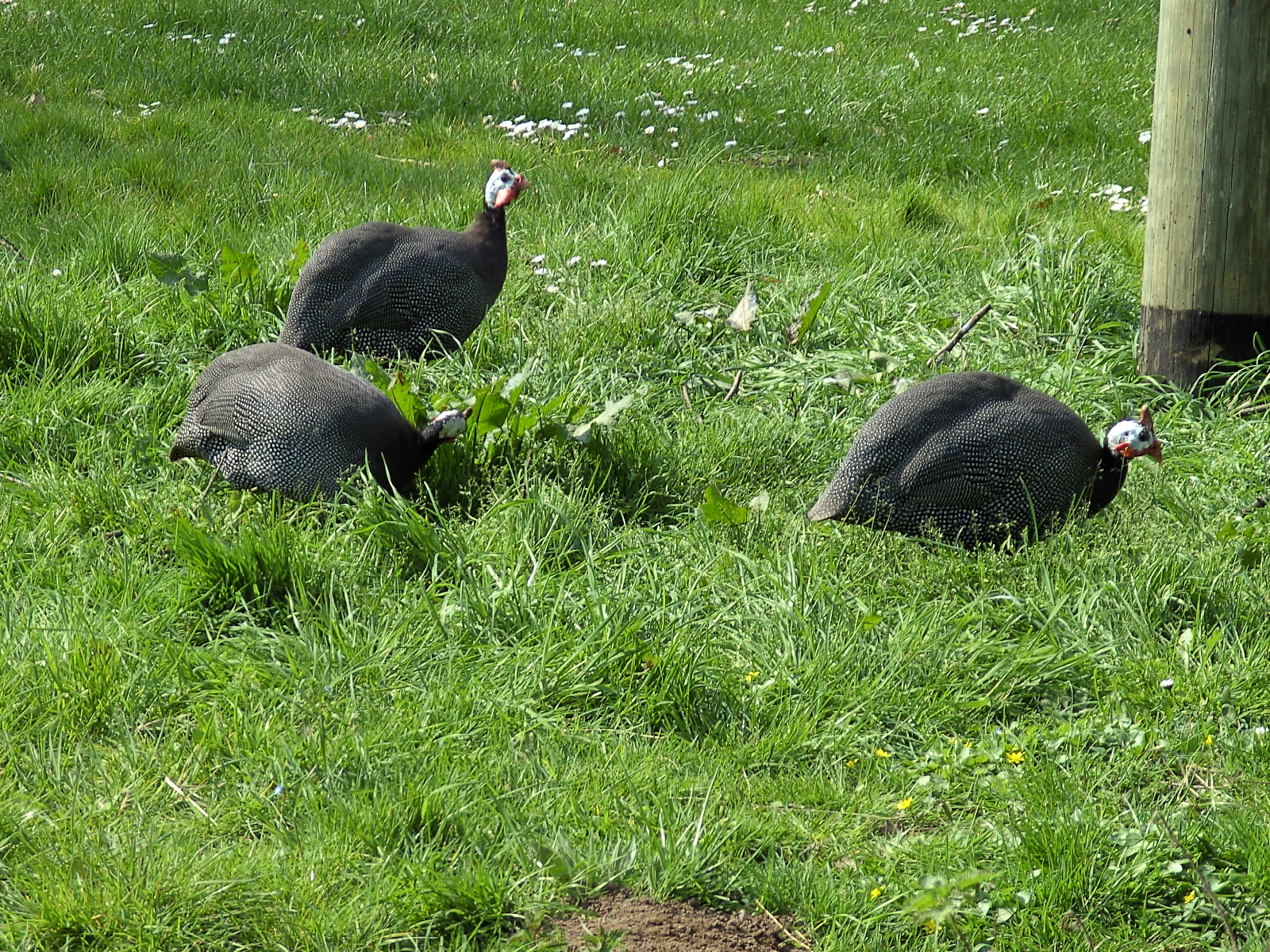

A háziasított gyöngytyúk, a köznyelvben egyszerűen csak gyöngytyúk, a sisakos gyöngytyúk (Numida meleagris) faj háziasított változata (fajtája), az egyetlen hagyományos házi baromfi, amely Afrikából származik.

## Háziasítása és elterjedése
A gyöngytyúk a vizsgálatok szerint monofiletikus eredetű, vadon élő őse a Szaharától délre élő sisakos gyöngytyúk (Numida meleagris). A háziasított változat szinte alig különbözik vadon élő ősétől. Domesztikációja nem eredeti élőhelyén folyt le, hanem egy, a Földközi-tenger partvidékén élő, máig ismeretlen nép által. Amikor az ókori Egyiptomban vallási okokból betiltották a tyúktartást az i. e. 2. évezredben, szerepét egyes adatok szerint a gyöngytyúk vehette át. Valódi háziasítása majd egy évezreddel később ment végbe. A görögöknél már az i. e. 4. században háziállat volt. A monda szerint tollazatának fehér pöttyei a halott Meleagrosz királyfit sirató lánytestvéreinek könnyeiből keletkeztek. A rómaiak valószínűleg a görögök vagy az egyiptomiak közvetítésével ismerték meg. Kr. u. 1. században már a birodalom távolabbi részein is ismerték.
Magyarországon a gyöngytyúk a 13. században már jelen volt, elsősorban a kolostorok és a főúri vadaskertek tartották díszmadárként. A paraszti gazdaságokban a 19. század végén terjedt el, elsősorban a Duna-Tisza közén és a Tiszántúlon.
A gyarmatosítás kedvezett elterjedésének világszerte. Így került Kínába, majd Indiába, a rabszolgaszállító hajókon pedig Amerikába. Tenyésztésének virágkora a 20. század első fele volt, ekkor Magyarország is Európa élvonalába tartozott. Vadmadárként szállították külföldre. Tenyésztésének központja a második világháború után a Hortobágyi Állami Gazdaság volt. A hanyatlás a nagyüzemi baromfitenyésztés elterjedésével következett be.

## Tulajdonságai

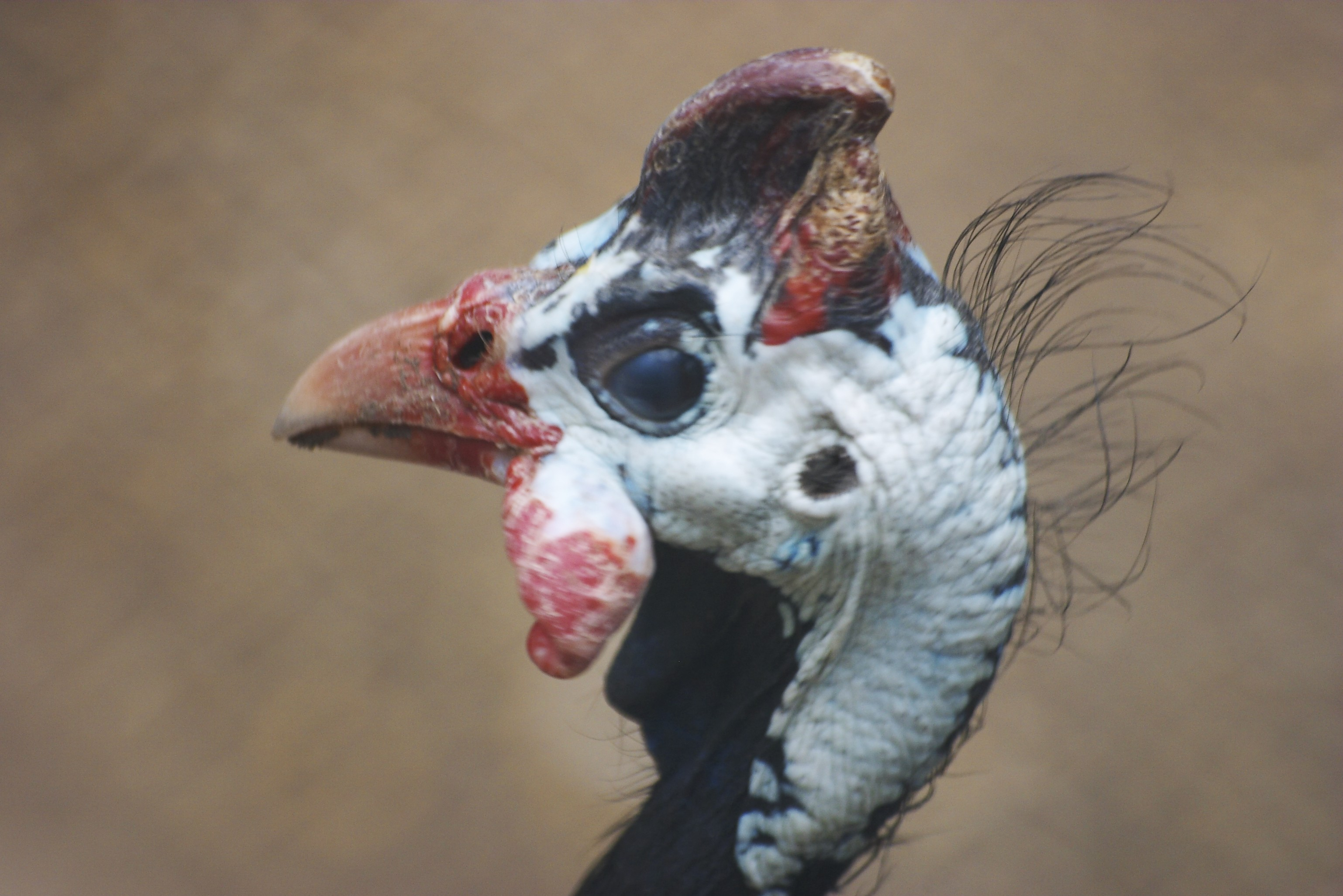
A gyöngyös feje

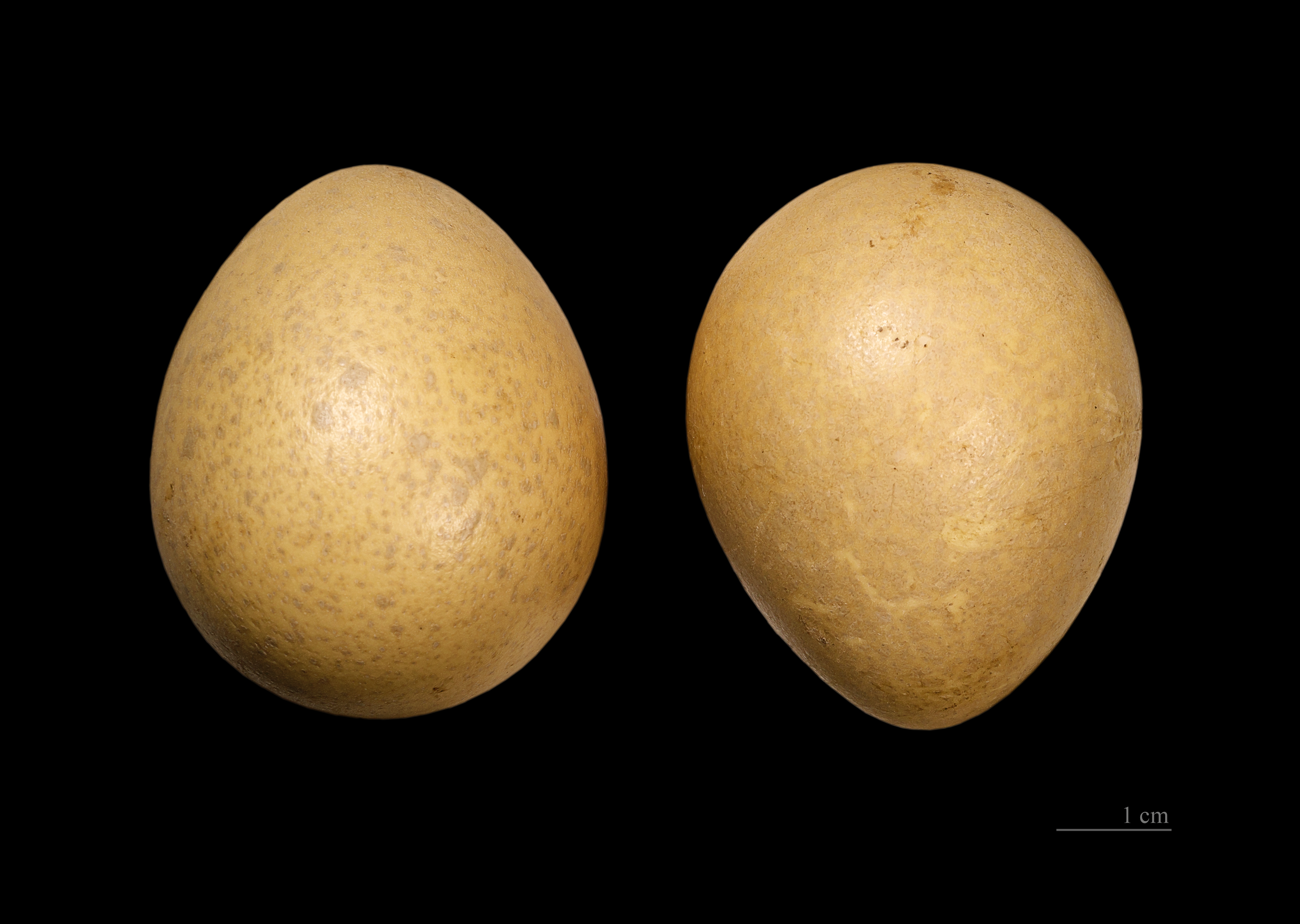
A gyöngytyúk tojása

A gyöngytyúk feltűnő, szép alkatú és színű baromfi. Az apró fejükön lévő sisak a kakasoknál nagyobb méretű. Kétoldali áll-lebenyük fehér, vöröses szélekkel. Tollazatuk általában kékesszürke fehér, apró pöttyökkel. Gyakori a fehér alapszín is, tejfölsárga ezüstfehér pöttyökkel, ritkább színváltozatok még a szürke, a levendula, a bronz és a foltos.
A tyúkénál finomabb, könnyebb a csontozata.
Húsa finom, nagyon hasonlít a vadmadarak, például a fácán húsára. Április végén kezd tojni, 60-80 tojást rak. Tojása kisméretű, feltűnő tulajdonsága rendkívül vastag héja, ezért hosszú ideig eltartható. Míg a tojáshéj súlyaránya a tyúktojásnál 10,2%, addig a gyöngyöstojásnál 15,3%. Tojásait mindig elrejtett fészekbe rakja.
Van néhány hátrányos tulajdonsága, ami miatt sokan nem szívesen tartják. Domesztikációja alacsony fokú, vadmadár-ösztöneit, természetes viselkedési formáit megtartotta. Ijedős, minden szokatlan zajra, mozgásra rémült menekülésbe kezd. Hangja kellemetlenül hangos, rikácsoló, nem "szomszédbarát". Veszekedős, tartásához nagy térre van szükség, naponta akár 10 km-t is bejárhat. Kitűnően repül. Ha a gazda nem vigyáz, hajlamos arra, hogy éjszakára az ólon kívül gallyazzon fel. Viszont nagyon edzett, kitűnő élelemkereső és rovarirtó (ezrével pusztítja a kullancsokat). Mindezen tulajdonságai a természetes baromfitartás elsőrendű alanyává teszik.

## Magyar gyöngytyúkfajták

### Magyar parlagi gyöngytyúk
A kakasok súlya 1,30-1,60 kg, a tyúkoké 1,20-1,40 kg. Színe fehér, szürke, kékesszürke, igen ritkán előfordul bronz és tarka változatban is. Igényli a szabadtartást. Ma a KÁTKI gödöllői telepén található nagyobb állománya, amelyek elődeit az alföldi tanyavilágban gyűjtötték össze. Elsősorban itt folyik a génmegőrzés, fajtafenntartás is. A magyar parlagi gyöngytyúk törvényileg védett baromfifajtáink közé tartozik.

### Hortobágyi gyöngytyúk
Tollazata kékesszürke. Szabadtartásban és intenzív nevelési körülmények között is jó eredményeket ad. A hortobágyi gyöngytyúkot a francia gigant gyöngytyúkkal javították fel, melynek súlya a 2 kilogrammot is meghaladhatja. Súlya így megnövekedett, körülbelül 1,6- 2 kilogramm. Rendkívül jó tojástermelő, szabadtartásban 110-120 db-ot tojik.

### Hortobágyi kékesszürke gyöngyös
A szabadtartást jól tűrő, elsősorban húsáért tartott fajta. Tojástermelése 80-90 db. Igénytelen, ellenálló, jó élelemkereső.

## Különbség a kakas és a tyúk között
A hím és a nőstény gyöngyösök között csibe és növendék korukban ránézésre nem lehet különbséget tenni. Körülbelül kilenchetes koruktól a kiáltásuk segítségével különböztethetőek meg: a tojók kiáltása egy- és kéthangú, a kakasoké mindig csak egy hangból áll. Később az is segít a megkülönböztetésben, hogy a kakasok sisakja és lebenye nagyobb lesz, mint a tyúkoké. Egyes fajtáknál a kakas két lebenye közti rész türkizkék.

## Érdekesség
A gyöngytyúkról egy utcát neveztek el Budapest XVII. kerületében, Rákosligeten.